# Wydział Pedagogiczny Wyższej Szkoły Zarządzania i Administracji w Opolu
Wydział Pedagogiczny Wyższej Szkoły Zarządzania i Administracji w Opolu (WP WSZiA) – jeden z 4 wydziałów Wyższej Szkoły Zarządzania i Administracji w Opolu, powstały w 1998 roku jako drugi wydział na tej pierwszej w historii niepublicznej uczelni w Opolu. Kształci studentów na jednym podstawowym kierunkach zaliczanym do nauk humanistycznych, na studiach stacjonarnych oraz niestacjonarnych.
W ramach Wydział Pedagogicznego znajdują się 3 katedry i 4 zakłady. Aktualnie zatrudnionych jest 61 pracowników naukowo-dydaktycznych (z czego 3 na stanowisku profesora zwyczajnego, 5 na stanowisku profesora nadzwyczajnego z habilitacją, 30 adiunktów ze stopniem doktora oraz 23 asystentów).

## Władze (2012–2016)
- Dziekan: prof. dr hab. Franciszek Marek
- Prodziekan: dr Zenona Nowak
- Prodziekan: dr Sławomir Śliwa

## Poczet dziekanów
1. 1998–2004: prof. dr hab. Zenon Jasiński – pedagog (historia kultury i oświaty)
2. od 2004 r.: prof dr hab. Franciszek Marek – pedagog (historia oświaty)

## Kierunki kształcenia
Wydział Pedagogiczny prowadzi studia pierwszego (licencjackie, 3-letnie) i drugiego stopnia (2-letnie) na kierunku pedagogika o następujących specjalnościach:
- pedagogika opiekuńcza i terapia pedagogiczna
- pedagogika pracy i zarządzanie bezpieczeństwem
- pedagogika wczesnoszkolna i przedszkolna
- pedagogika wczesnoszkolna z językiem angielskim
- pedagogika wczesnoszkolna z językiem niemieckim
- resocjalizacja i profilaktyka społeczna
- zarządzanie w oświacie i doradztwo
- pracownik służb społecznych
- pracownik służb medycznych
- psychopedagogika twórczości
- gerontopedagogika
- pedagogika zdrowia i pedagogika opiekuńcza (nowość!)
- doradztwo zawodowe i społeczne (nowość!)
- pedagogika medialna (nowość!)

## Struktura

### Katedra Dydaktyki Szkoły Wyższej
Pracownicy:
- Kierownik: prof. dr hab. Adam Suchoński
- dr Wojciech Duczmal
- dr Krystyna Łangowska-Marcinowska
- dr Małgorzata Turbiarz
- dr Andrzej Zemła

### Katedra Pedagogiki Kultury
Pracownicy:
- Kierownik: prof. dr hab. Franciszek Marek
- dr hab. Tadeusz Olewicz, prof. WSZiA
- dr Mariusz Drożdż
- dr Adrianna Paroń
- mgr Łukasz Fiebich
- mgr Justyna Kowalik

### Zakład Wpływu Społecznego
Pracownicy:
- Kierownik: dr hab. Stanisław Rogala, prof. WSZiA
- dr Marek Idzik
- dr Sławomir Śliwa
- mgr Katarzyna Błońska
- mgr Mirosław Hanulewicz

### Katedra Pedagogiki Ogólnej i Badań Edukacyjnych
Pracownicy:
- Kierownik: prof. dr hab. Stanisław Kaczor
- prof. dr hab. Zenon Jasiński
- dr Irena Koszyk
- dr Adam Ustrzycki
- mgr Aleksander Iszczuk
- mgr Małgorzata Szeląg

### Zakład Pedagogiki Społecznej
Pracownicy:
- Kierownik: dr hab. Marian Kapica, prof. WSZiA
- dr Jarosław Czepczarz
- dr Andrzej Kurek
- dr Zenona M. Nowak
- dr Joanna Wawrzyniak
- mgr Anna Śliwa
- mgr Zdzisław Markiewicz

### Zakład Psychologii Klinicznej Dzieci i Młodzieży
Pracownicy:
- Kierownik: dr hab. Maria Pecyna, prof. WSZiA
- dr hab. Antoni Jonecko, prof. WSZiA
- dr Małgorzata Kaczmarek
- dr Urszula Strzelczyk-Raduli
- dr Aleksandra Piechaczek
- mgr Dorota Piechowicz-Witoń

### Zakład Wychowania Przedszkolnego i Kształcenia Wczesnoszkolnego
Pracownicy:
- Kierownik: dr Dorota Kowalska
- dr hab. Ewa Smak, prof. WSZiA
- dr Stanisława Włoch
- dr Barbara Wlaźlik
- mgr Lucyna Polzer
- mgr Jolanta Pytlik
- mgr Renata Scheit